# Tous les garçons et les filles
«Tous els garçons et les filles» gravada el 1962 per Françoise Hardy, és una de les cançons franceses més conegudes. La cançó relata els sentiments d'una jove que mai ha conegut l'amor i la seva enveja cap a les parelles que l'envolten. El senzill de Hardy, llançat internacionalment, va ser un gran èxit a França, on va passar 15 setmanes no consecutives en el número u (quatre edicions diferents) entre finals d'octubre de 1962 i mitjans d'abril de 1963.
El mateix any, 1962, va aparèixer a Espanya la versió cantada en castellà per la pròpia Hardy, Todos los chicos y chicas, editada per Hispavox. En 1963 va ser versionada pel grup Los Mustang.
De l'EP se'n van vendre 700 000 exemplars a França. A més, Hardy va gravar la cançó en anglès (Find M'A Boy, en el disc Françoise Hardy Sings in English, 1963), en italià (Quelli Della Mia Età, àlbum Françoise Hardy canta per voi in italià, 1963), i en alemany (Peter Und Lou, àlbum Françoise in Deutschland, 1965).
A França, Anglaterra, Itàlia i Alemanya se'n van vendre, en total, més de tres milions de còpies.